# فيلي فالين
فيلي فالين (بالفنلندية: Ville Wallén) هو لاعب كرة الصالات ‏ ولاعب كرة قدم فنلندي في مركز حراسة المرمى، ولد في 20 يونيو 1976 في فانتا في فنلندا. لعب مع نادي روفانييمن بالوسورا ونادي لاهتي ونادي هلسنكي وهونكا.

## وصلات خارجية
- فيلي فالين على موقع قاعدة بيانات كرة القدم.إي يو (الإنجليزية)
- فيلي فالين على موقع عالم كرة القدم.نت (الإنجليزية)
- فيلي فالين على موقع AS.com (الإسبانية)